# Karen Rodríguez
Karen Rodríguez es una actriz mexicana de teatro, cine y televisión, conocida por aparecer en las series The Big Leap (2021), Swarm (2023) y la segunda temporada de Acapulco (2024). Aparecerá en la miniserie Spider-Noir (2025), perteneciente al Universo Spider-Man de Sony, como un personaje recurrente.

## Biografía y carrera
Rodríguez nació y creció en Matamoros, Tamaulipas. Se mudó a Chicago, donde comenzó con su carrera en la actuación en el teatro como miembro de ensamble en la Steppenwolf Theatre Company.
Comenzó su carrera en televisión con la serie Chicago Fire (2019), apareciendo en el episodio 8 de la temporada 8 como Ivania. En 2021 aparece en 10 episodios de la serie The Big Leap como Raven Price. En 2022 aparece en la serie Shining Girls como Julia Madrigal.
En 2023 apareció en dos episodios de la serie Swarm como Erica, y en 8 episodios de la serie Power Book IV: Force, en los cuales interpretó a la agente Clarissa Hardwick.
En 2024 aparece en la segunda temporada de la serie mexicana Acapulco en el papel de Dulce, además de ser seleccionada para aparecer en las series The Hunting Wives y Spider-Noir, esta última perteneciente al Universo Spider-Man de Sony; ambas a estrenar en 2025.